# Gut Ahlhausen
Gut Ahlhausen ist die Landwirtschaft von Schloss Ahlhausen, ein landwirtschaftlicher Betrieb, der auf eine über 1000-jährige Geschichte zurückblickt und der nach der bloßen Fremdnutzung seiner Gebäude und Teilverkäufen seiner Flächen bis 2011 kurz vor dem Erlöschen stand und nach einigen Jahren der Vakanz eines Landwirts seit 2015 als eine sozialräumlich-ökologisch geführte Landwirtschaft neukonzipiert wieder fortbesteht.

## Geschichte
Gut Ahlhausen liegt am Anfang des oberen Tals der Ennepe am südöstlichen Ausgang der Stadt Ennepetal im alten Grenzbereich zwischen dem Märkischen und dem Bergischen Land. Verwaltungsmäßig gehörte es als Teil des Kirschpiels Schwelm und der Bauerschaft Mühlinghausen in das Amt Wetter der Grafschaft Kleve-Mark, das nach 1666 preußisch-brandenburgisch wurde. Die früheste bislang aufgefundene urkundliche Erwähnung der Landwirtschaft Gut Ahlhausen verzeichnet in einem „Heberegister“ der Reichsabtei der Benediktiner in Essen-Werden einen „Ozo“ von „Adalhedehuson“, der landwirtschaftlich eingebunden in den Hofesverbund der Werdener Abtei im Oberhof Schöpplenberg, heute gelegen bei Zurstraße zwischen Hagen und Breckerfeld, jährliche Abgaben an das Kloster abführte. Dieses „Heberegister“ wird auf die Zeit um 1130 datiert, wobei angenommen wird, dass es sich schon um die Abschrift einer früheren Urkunde aus der Zeit um 1080 handelt.

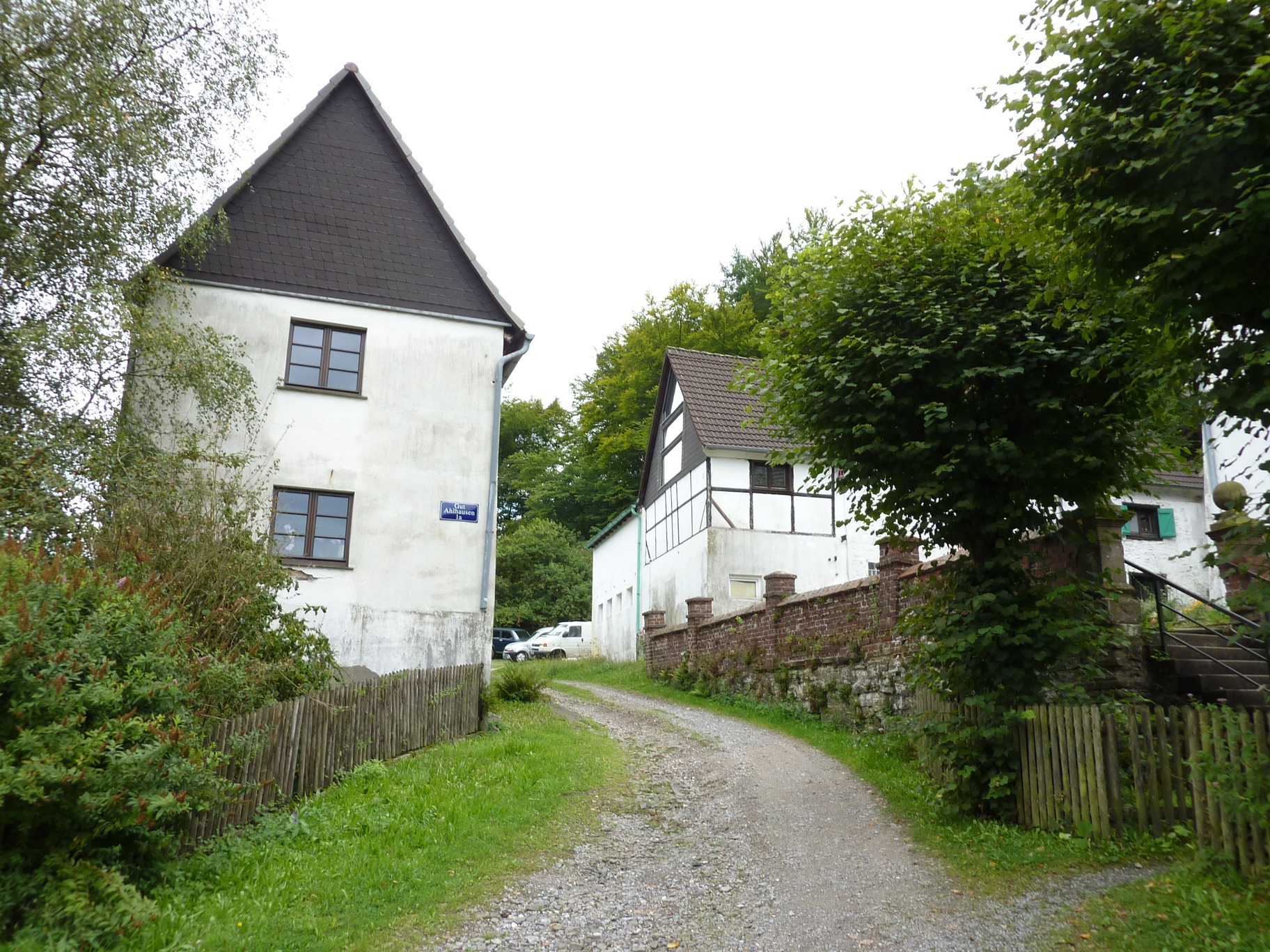
Wanderweg zwischen dem Haupthaus und dem Sonderwohnhaus

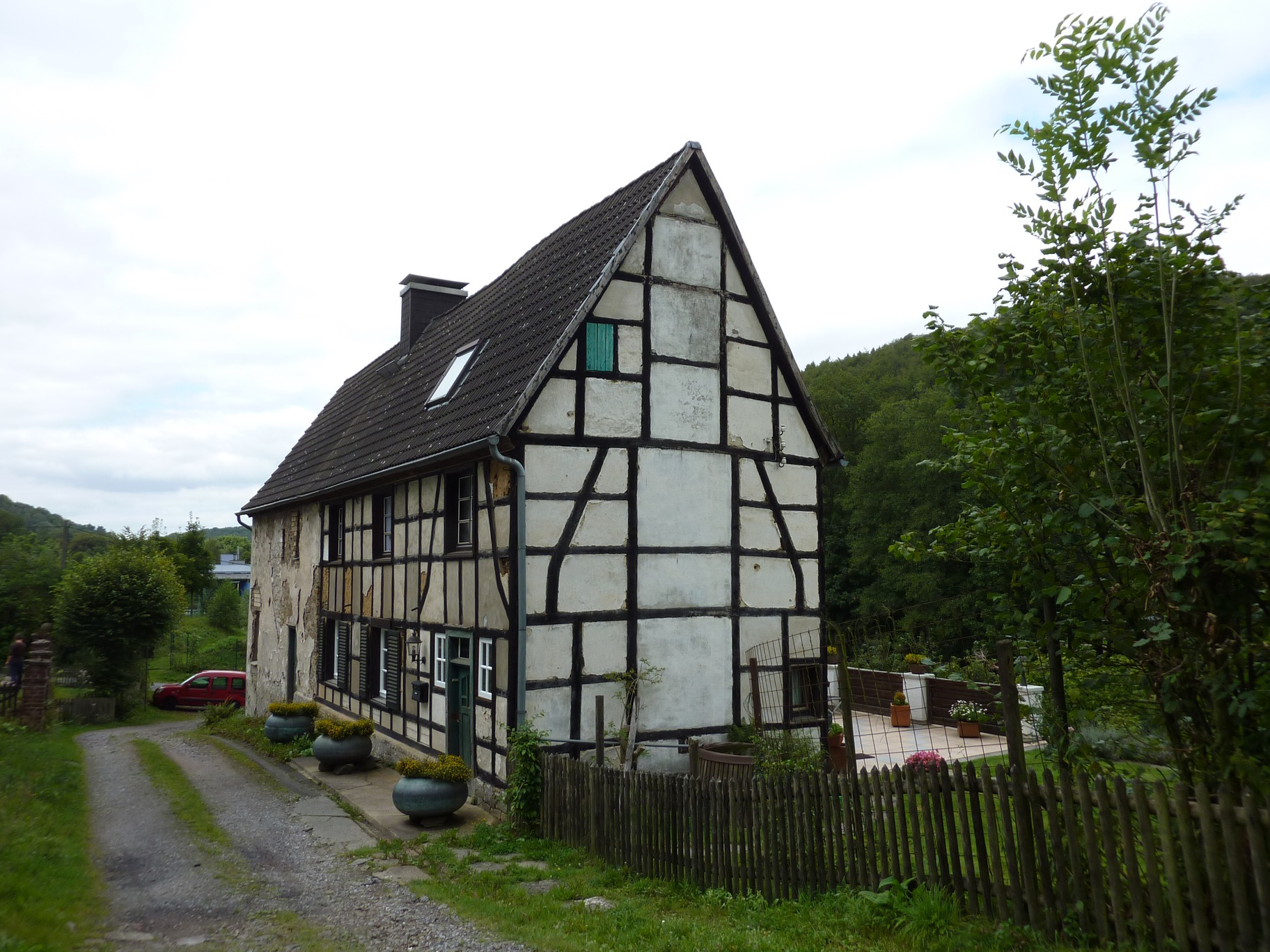
Das Sonderwohnhaus

Weitere urkundliche Erwähnungen der Landwirtschaft Gut Ahlhausen finden sich seitdem in allen Jahrhunderten: Um das Jahr 1300 zeichnet ein „Bruno de Aledehusen“ mehrere Urkunden des Zisterzienserinnenklosters Gevelsberg zu Landverkäufen und Abgaben; in einer Urkunde von 1365 wendet sich „Graf Diederich van Lymborgh“ an einen „Diderich van Aldynchusen und seine Frau Bate“ mit der Maßgabe, seinen Hof nicht weiter zu befestigen, was aber nicht so recht auf offene Ohren gestoßen zu sein schien, denn die Landwirtschaft war wahrscheinlich schon aus dem Mittelalter heraus Teil einer befestigten Anlage; 1486 verzeichnet das Schatzbuch der Grafschaft Mark die Landwirtschaft auf Ahlhausen mit einem „Hanß to Aelhusen“; 1625 tagte auf Ahlhausen eine Kommission des Amtes Wetter, die festzustellen hatte, welche steuerlichen Abgaben die landwirtschaftlichen Höfe überhaupt noch angesichts ihres desolaten Zustands nach den Kriegsjahren aufbringen konnten. Die Landwirte der Höfe waren aufgefordert, der Kommission Angaben zu den ihnen möglichen Erträgen zu machen. Für Ahlhausen selbst tritt ein „Henrich zu Alhaußen“ auf; dann ganz ähnlich wieder 1685 hatte es im Auftrag der Grafschaft Mark ein Johann Albrecht Freiherr von Wilich zu Boetzlar übernommen, für die landwirtschaftlichen Höfe südlich und nördlich der Ruhr eine solidere Steuer-Matrikel aufzustellen. Der Preußenkönig Friedrich I. ließ dann auf Grundlage dieser Vorarbeit 1705 ein „Kataster der kontribuablen Güter in der Grafschaft Mark“ erstellen. Pächter und Besitzer waren verpflichtet, genaue Angaben zur landwirtschaftlichen Ertragslage ihrer Höfe zu machen. Für die Bauerschaft Mühlinghaus im Amt Wetter spricht ein „Henrich Wilhelm Ahlhaus“ vor und die für die Landwirtschaft auf Ahlhausen mit 78 Rtl. festgesetzte Angabe ist hoch und liegt im obersten Segment aller Abgabenhöhen in der Grafschaft Mark. Die Landwirtschaft wird als „rendieret“ bezeichnet.

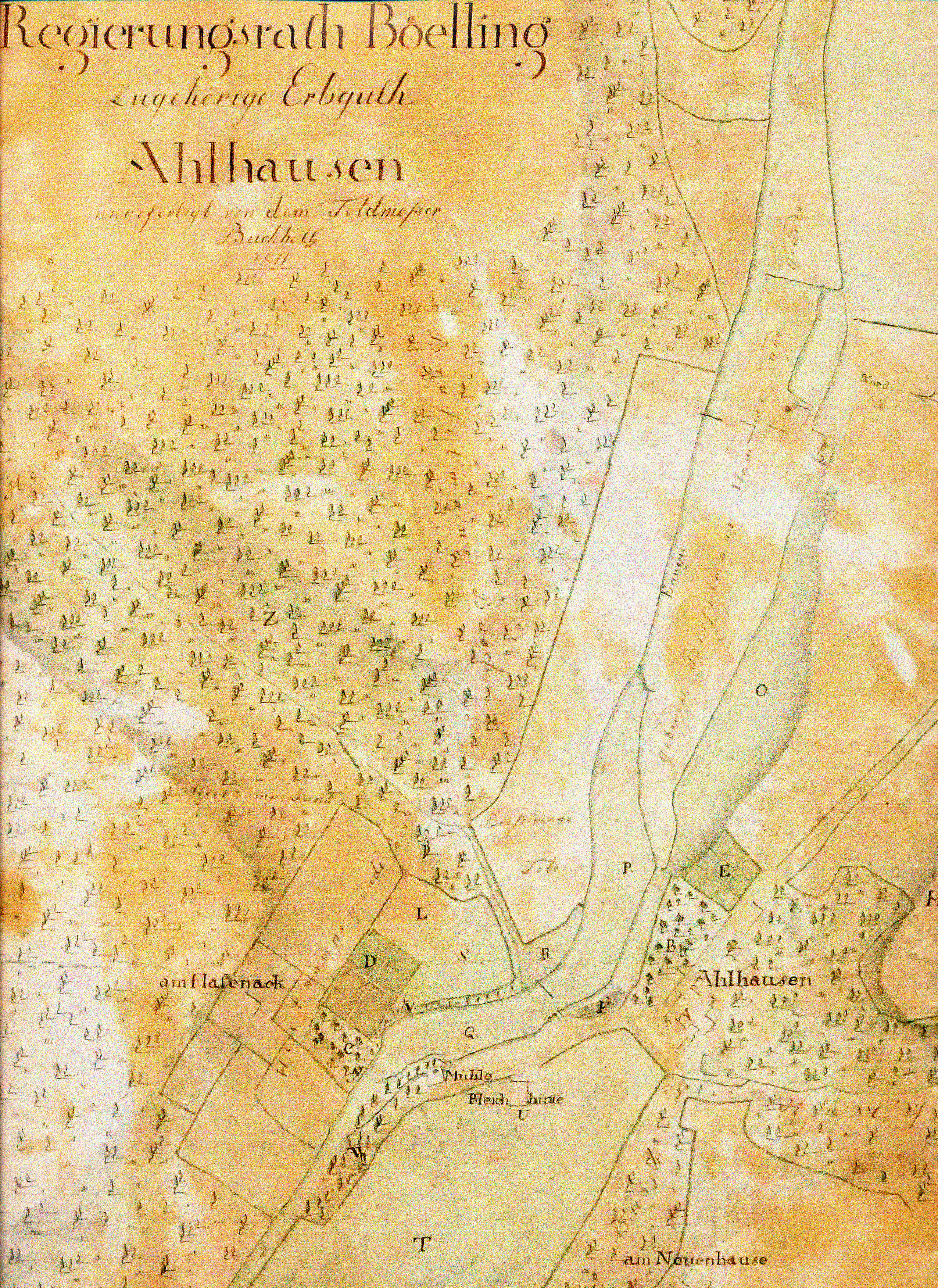
Landkarte Ahlhausen, 1812

Nach 1770 und damit nach sicherlich mehr als 800 Jahren kam dann die gesamte Landwirtschaft in andere Hände, denn der Geograf der Region Moritz Bölling, kölnischer Hochrichter zu Schwelm im preußischen Verwaltungsamt Wetter, kaufte alle Gebäude und Ländereien Ahlhausens samt der ganzen Landwirtschaft einem Henrich Wilhelm von Ahlhausen und seine Frau Maria Theresia von Ahlhausen geb. Schmidmann ab und ließ offenbar die Landwirtschaft, die der Geograf weiterbetrieb, unter seiner Regie verwalten, denn schon sein Sohn Moritz Friedrich Heinrich Johann Diedrich Bölling, der als königlich preußischer geheimer Oberrevisionsrat und Generalprokurator ebenfalls im Richteramt stand, ließ 1812 eine Landschaftskarte mit der Gesamtdarstellung der Landwirtschaft auf Ahlhausen und der Einrichtung aller Flächennutzungen maßstabsgerecht von einem Landvermesser erstellen, was Indiz dafür ist, dass auch die Familie Bölling auf Ahlhausen die Landwirtschaft weiterführen ließ.
Im 19. und 20. Jahrhundert wurde dann die Landwirtschaft immer wieder neu an unterschiedliche Landwirte verpachtet und geriet durch Teilverkäufe von Flächen und Gebäuden immer mehr in Bedrängnis. Der letzte Landwirt, der noch aus der Familie Bölling selber auf Ahlhausen war, wanderte dann in den 80er Jahren nach Kanada aus.

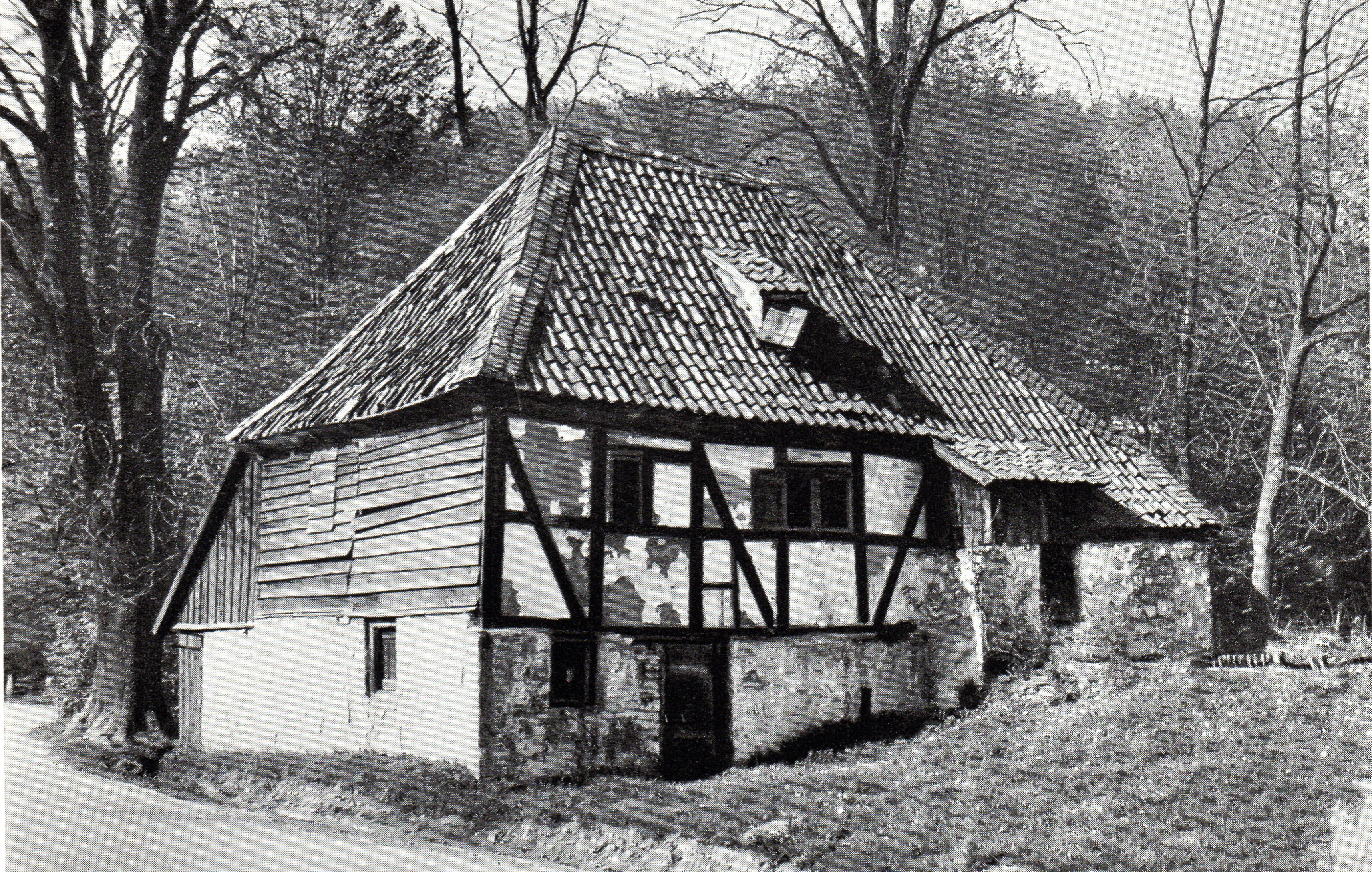
Ahlhauser Mühle

2012 kauften dann Nachfahren einer nicht erbstämmigen Linie der von Reuschenberg zu Setterich (bei Aachen) Gebäude und Landwirtschaft der Familie Bölling ab und verwendeten die oben erwähnte Landschaftskarte der Gesamtdarstellung der Landwirtschaft Gut Ahlhausen des Moritz Bölling von 1812 als Vorlage zur Neuerrichtung einer heute wieder begehbar und sozialräumlich-ökologisch konzeptionierten Landwirtschaft auf Ahlhausen.

## Landwirtschaftliche Konzeption
Ackerbau und Viehzucht mit der Beweidung von Grünlandflächen aber auch von Wald – und in alten Grundbucheintragungen der Landwirtschaft Gut Ahlhausen sind noch die alten Huterechte dazu verzeichnet –, beschrieben aus dem Mittelalter heraus die landwirtschaftliche Tätigkeit auf den Höfen über Jahrhunderte. Erst mit Beginn des 18. Jahrhunderts traten die ersten systematischen Theorien und Studien zur Hebung von Erträgen und Verbesserung von Qualitäten der Erzeugnisse auf; erinnert sei hier nur an einen Albrecht Daniel Thaer auf Gut Möglin oder einen Johann Gottlob Nathusius auf der Hundisburg. Agronomisches Schrifttum vor dieser Zeit war im Wesentlichen erfahrungsorientiert, was nicht heißen soll, dass die dort vorgetragenen Erkenntnisse von minderem Wert sind - ganz im Gegenteil.
Schaut man auf den o. g. Landschaftsplan der Landwirtschaft, wie ihn Moritz Bölling 1812 einmessen und auch in den Nutzungen verzeichnen ließ, so wird deutlich, dass zu dieser Zeit auch auf Ahlhausen die Landwirtschaft in Form der sog. „westfälischen Vöhdewirtschaft“ betrieben wurde. Sie legte mit einem hohen Vieh- und Weideanteil Wert auf die Bodennutzung als Feldgraswirtschaft und funktionierte so, dass der landwirtschaftliche Bewirtschafter seine Flächen nach einer 4- bis 6-jährigen Nutzung als Ackerland brach liegen ließ und es für eine in etwa ebenso lange Zeit zur Viehweide („Vöhde“ = Viehude) von allen Viehhaltern genutzt werden konnte. Schaut man auf die Karte der landwirtschaftlichen Gesamtfläche des Betriebs von Moritz Bölling auf Ahlhausen, so sieht man aber auch hier den Grund dafür deutlich, warum diese Form der Landwirtschaft über Jahrhunderte in Westfalen einen ziemlichen Verfall der Flächen erzeugt haben muss. Denn es bedeutet, dass der Ackerbau betreibende Landwirt seine Ackerflächen meist nur zu einem Zehntel oder einem Zwölftel Teil als Acker auch wirklich nutzen konnte. Einer Angabe des Hochgerichtes Schwelm aus der Zeit zufolge, sollen in der Region zu jedem Hof bis zu 8 Wiesenstücke gehört haben. Die Flächen der vom Schwelmer Hochrichter selbst betriebenen Landwirtschaft zeigen in seiner Karte aber sehr viel mehr Wiesenland an. Das Land um Gut Ahlhausen herum war allem Anschein nach schon immer für die Weidetierhaltung prädestiniert, auch wenn mit einer Fläche von ca. 6 ha die Landwirtschaft Gut Ahlhausen die wohl einzige größere Ackerfläche im Tal der Ennepe vorhält. Hier und da finden sich Berichte, nach denen die Landwirtschaft einmal über 300 ha Fläche an Weiden, Acker und Wald gehabt haben soll, was heute schwer vorstellbar scheint. Die von Moritz Bölling verzeichneten Flächen seiner Landwirtschaft jedenfalls liegen bei knappen 40 ha. Der heutige Umfang im Neuaufbau der Landwirtschaft Gut Ahlhausen umfasst inkl. der Pachtflächen, die aus der Region in den letzten Jahren dazugekommen sind, ca. 22 ha.

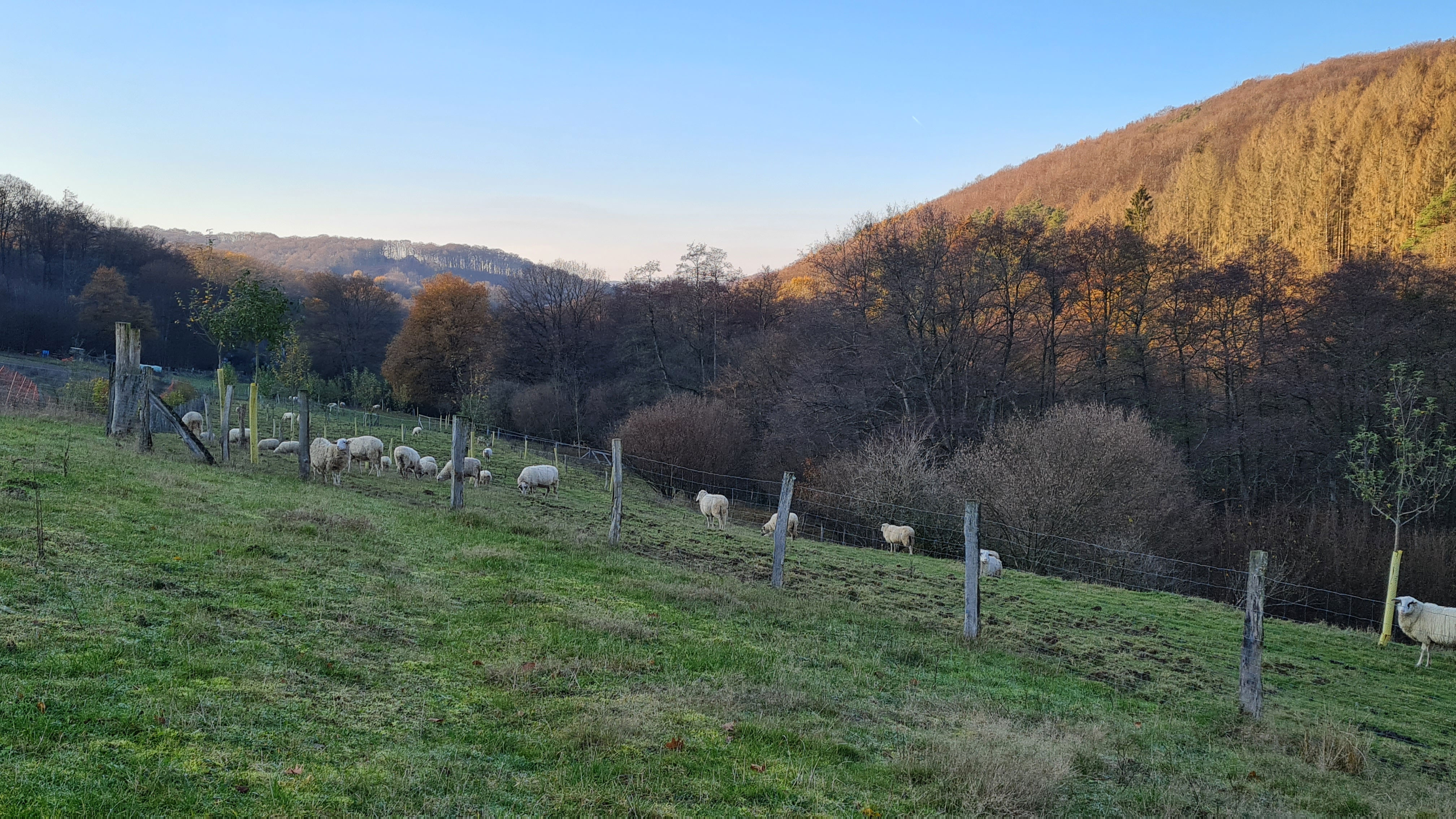
Hohenstein Schafherde

In den Zeiten der Industrialisierung vor 1900 einsetzenden und vor allem in der Nachkriegszeit nach 1950 immer weiter vorangetriebenen industriell auf hohe Erträge und damit auf Mengen konzentrierten Landwirtschaft wurden solche Flächenumfänge immer untauglicher zur Aufrechterhaltung eines landwirtschaftlichen Betriebes, der ja eine Generation auch wirtschaftlich ernähren können muss. Dass trotz der regelmäßigen Verpachtungen der Landwirtschaft auch auf Gut Ahlhausen bis Ende des 20. Jahrhunderts der o. g. Rückbau eine logische Konsequenz aus dieser Entwicklung der Landwirtschaft im ausgehenden 20. Jahrhundert war, ist offensichtlich, denn alle in den Parzellen kleinstrukturierten Landstriche und Regionen, deren Bodenqualitäten und Lagen allenfalls die Weidenutzung im Grünland auf kargeren Böden gerade in Tal- und Hanglagen ermöglichen, können ihren Flächenumfang nicht in dem erforderten wirtschaftlichen Maße der industriellen Landwirtschaft ausdehnen. Sie müssen wirtschaftlich niedergehen, wenn sie nicht zu einer den regionalen Gegebenheiten ihres Landes angemesseneren Form der Landwirtschaft und Nutzung finden.
Seit 2015 orientiert sich deshalb die Landwirtschaft Gut Ahlhausen an den vor allem weidetauglichen Nutzungen des o. g. Landschaftsplans des Moritz Friedrich Bölling von 1812 und ist verbunden mit einer Schäferei in der Landschaftspflege und -gestaltung der Kulturlandschaft des oberen Tales der Ennepe tätig. Ökologisch auch in Hinsicht auf Artenvielfalt und Naturschutz angelegt entwickelt sie eine sozial-räumliche Perspektive ähnlich den Modellen der sog. „solidarischen Landwirtschaft“, in der er es ihr um die Wiederherstellung naturnaher Mensch-Land-Beziehungen für die Region des Ennepe-Ruhrkreises und den Städten Ennepetal, Gevelsberg und Schwelm geht.